# Белошампиньон длиннокорневой
Белошампиньон длиннокорневой (лат. Leucoagaricus barssii; [syn.  Leucoagaricus macrorhizus]) — гриб семейства Шампиньоновые (Agaricaceae).
Синонимы:
- Lepiota barssii Zeller, 1934
- Lepiota macrorhiza (Locq.) Kühner & Romagn., 1953, nom. inval.
- Lepiota pinguipes A. Pearson, 1952
- Leucoagaricus macrorhizus Locq. ex E. Horak, 1968
- Leucoagaricus macrorhizus var. pinguipes (A. Pearson) Alessio, 1988
- Leucoagaricus macrorhizus var. pseudocinerascens Bon, 1990
- Leucoagaricus pinguipes (A. Pearson) Bon, 1981
- Leucoagaricus pseudocinerascens (Bon) Bon, 1993
- Leucocoprinus macrorhizus (Locq. ex E. Horak) D.A. Reid, 1989

## Описание
- Шляпка 4—13 см в диаметре, сначала полушаровидной, затем широко-выпуклой формы, в центре с возвышением или без него, в молодом возрасте с подвёрнутым, затем распрямляющимся и иногда приподнимающимся краем, ворсистая или чешуйчатая, беловатого или серовато-коричневого цвета, в центре более тёмная.
- Мякоть белая, под кожицей сероватая, с сильным грибным запахом.
- Гименофор пластинчатый, пластинки свободные от ножки, расположенные часто, кремового цвета, при повреждении не темнеют. Кроме пластинок имеются также многочисленные пластиночки.
- Ножка 5—10 см длиной и 1,5—2,5 см толщиной, ровная, веретеновидная или булавовидная, с глубоко вросшим в землю основанием, белого цвета, при прикосновении медленно коричневеет. Кольцо белого цвета, располагается в верхней или средней части ножки, или же отсутствует.
- Споровый порошок кремового цвета. Споры 6,5—8,5×4—5 мкм, эллипсоидной или овальной формы, декстриноидные.
- Является съедобным грибом.

## Ареал и экология
Известен из Евразии, Северной Америки и Австралии. Произрастает одиночно или небольшими группами, в траве, на обочинах дорог, тропах.